# Grün-Weiß Eimsbüttel
Grün-Weiß Eimsbüttel (offiziell: Sportverein Grün-Weiß Eimsbüttel von 1901 e. V.) ist ein Sportverein aus dem Hamburger Bezirk Eimsbüttel. Mit über 3300 Mitgliedern gehört GWE zu den 30 größten Sportvereinen Hamburgs. In zwölf Abteilungen werden 20 unterschiedliche Sportarten wie Gymnastik, Fechten, Fußball, Handball, Judo, Kinderturnen, Tanzen, Tischtennis und Volleyball angeboten. Außerdem verfügt Grün-Weiß Eimsbüttel über ein Vitalstudio. 

## Geschichte
Die Basis des Vereins bilden drei Säulen:
- 1893 Arbeitersportverein Fichte Eimsbüttel
- 1901 FC Britannia
- 1907 Ottensen 07

Kriegsbedingte Ereignisse:
- 1914 Umbenennung FC Britannia in SV Blücher
- 1919 Fusion SV Blücher und St. Pauli Sportverein
- 1933 Auflösung Fichte Eimsbüttel (Wiederaufnahme 1945)

Der moderne Verein:
- 1946 Fusion St. Pauli Sport und Fichte Eimsbüttel zum Eimsbütteler SV
- 1953 Fusion Ottensen 07 und FC Grün-Weiß zu Grün-Weiß 07
- 1976 Fusion zum Eimsbütteler Sportverein Grün-Weiß Hamburg v. 1901 e. V.

## Erfolge
- 1961 – 2:1-Sieg über Hannover 96 in der 2. DFB-Pokal-Hauptrunde. Dann 0:2 gegen Werder Bremen.
- 2000 – Aufstieg in die Fußball-Regionalliga Nord Frauen
- 2006 – Hamburger Pokalsieger Volleyball Frauen
- 2007 – Aufstieg in die Volleyball-Regionalliga Nord Frauen
- 2015 – MarC5-Pokal, Cadenberge
- 2016 – Aufstieg in die Volleyball-Regionalliga Nord Männer
- 2018 – Concordia-Cup, Cadenberge
- 2019 – Volleyball Meister der Regionalliga Nord Frauen & Aufstieg in die 3. Liga Nord
- 2019 – Concordia-Cup, Cadenberge

## Persönlichkeiten
- Bernd Dörfel
- Patrick Owomoyela
- Hannelore Ratzeburg
- Jürgen Wähling